# Округ Каловеј (Кентаки)
Каловеј (енгл. Calloway County) је округ у америчкој савезној држави Кентаки.

## Демографија
По попису из 2010. године број становника је 37.191, што је 3.014 (8,8%) становника више него 2000. године.
| Група             | 2000.          | 2010.          |
| Белци             | 31.688 (92,7%) | 33.672 (90,5%) |
| Афроамериканци    | 1.218 (3,6%)   | 1.392 (3,7%)   |
| Азијати           | 456 (1,3%)     | 657 (1,8%)     |
| Хиспаноамериканци | 473 (1,4%)     | 890 (2,4%)     |
| Укупно            | 34.177         | 37.191         |